# Les Préaux
Les Préaux is een gemeente in het Franse departement Eure (regio Normandië) en telt 437 inwoners (2005). De plaats maakt deel uit van het arrondissement Bernay.

## Geografie
De oppervlakte van Les Préaux bedraagt 5,9 km², de bevolkingsdichtheid is 74,1 inwoners per km².
De onderstaande kaart toont de ligging van Les Préaux met de belangrijkste infrastructuur en aangrenzende gemeenten.

## Demografie
Onderstaande figuur toont het verloop van het inwonertal (bron: INSEE-tellingen).